# Сосновка (Варгашинський район)
Сосно́вка (рос. Сосновка) — присілок у складі Варгашинського району Курганської області, Росія. Входить до складу Верхньосуєрської сільської ради.
Населення — 76 осіб (2010, 88 у 2002).